# Словесні чвари Локі
Словесні чвари Локі (давньоскан. Lokasenna - 'Політ Локі', або 'Словесна Дуель Локі') входять до збірки давньоісландських пісень про богів та героїв під назвою «Старша Едда».

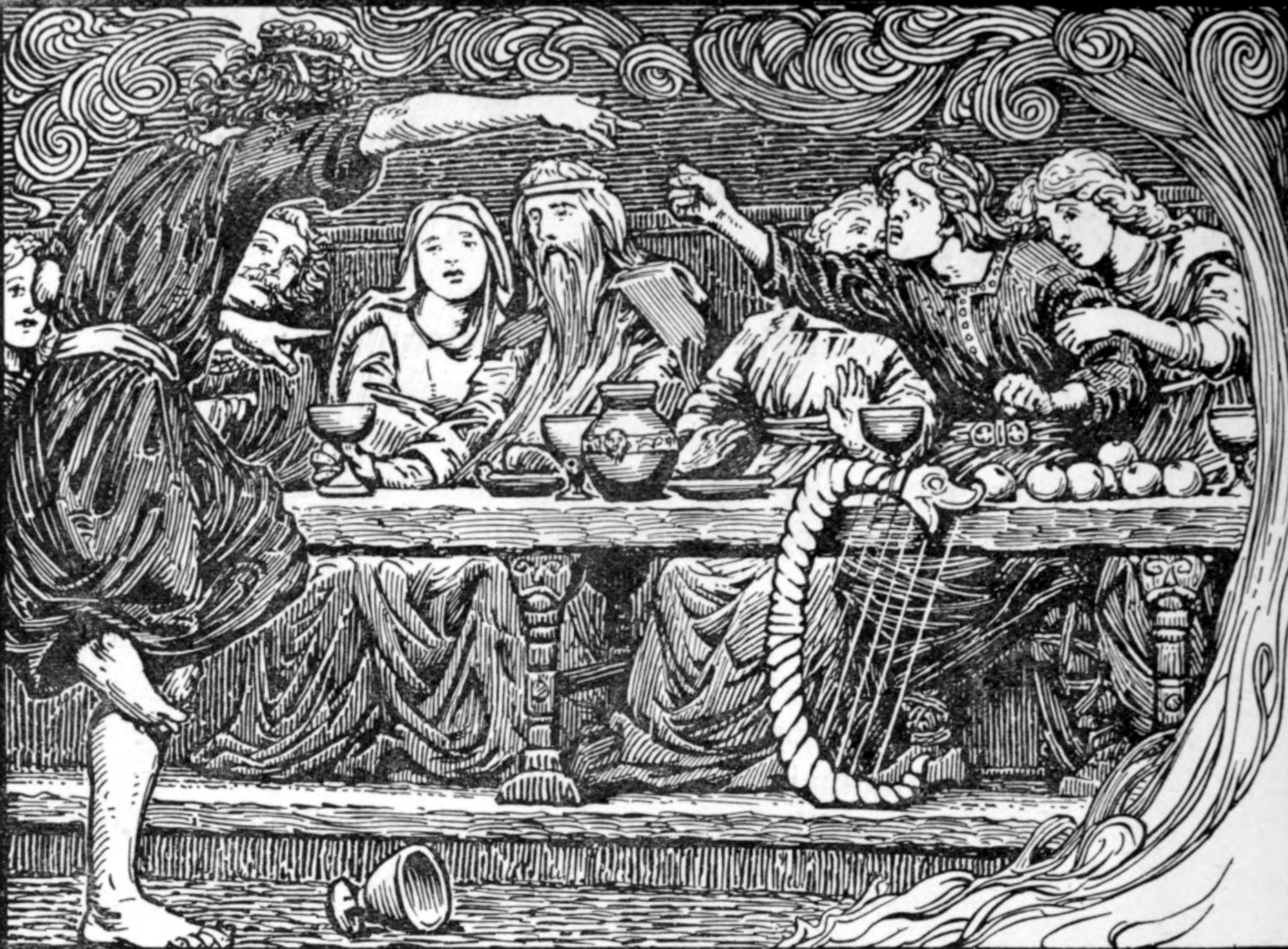
Словесні чвари Локі

## Зміст
Дія пісні відбувається на бенкеті, який влаштував велетень Еґір, зваривши для асів пиво.
На цей бенкет прийшли Одін та Фріґґ, Браґі та Ідун, Ньйорд та Скаді, Фрєйр та Фрєйя, Бюґґвір та Бєйла (слуги Фрєйра), а також Ґєвьйон, Сів, Тюр, Відар та, звичайно ж, Локі. В Еґіра було двоє слуг — Ельдір та Фімафєнґ.
Гості похваляли слуг Еґіра. Локі з незрозумілої причини не витерпів цього й убив Фімафєнґа. Аси розгнівалися й прогнали Локі до лісу. Локі повернувся й, зустрівши Ельдіра, спитав його, про що говорять на бенкеті боги.
Локі мовив йому:
«Скажи-но, Ельдіре,

перше ніж зробиш

крок хоч один,

про що у садибі

мову за пивом

сильні ведуть?»

Ельдір мовив:
«Про зброю свою

і своï перемоги

сильним ідеться;

з асів та альвів,

жоден тебе

другом не кличе».
Локі мовив:
«Мушу піти

в Егіра зали,

гляну на пир;

гамір і сварку

асам вчиню,

мед з гіркотою змішаю».
Після цього Локі увійшов до зали й попрохав, аби хто-небудь дав йому меду. Браґі відповів йому, що меду він не отримає, адже не гідний сидіти поруч з асами. Локі звертається безпосередньо до Одіна, нагадуючи йому про присягу.
Локі мовив:
«Чи пам'ятаєш ти, Одіне,

ми в давнину

змішали кров нашу?

Пива-бо пити,

казав ти, не стану,

якщо не наллють нам обом».
Одін наказує своєму синові Відару поступитися місцем Локі та налити йому ріг. Перед тим, як випити, Локі похваляє усіх асів та асинь, окрім Браґі. Далі Локі викриває та ображає кожного з богів. Асів він звинувачує у боягузництві, а асинь — в розпутності. Але приходить Тор й погрожує Локі розправою, якщо той не змовкне.
Але Локі насміхається й з нього, нагадуючи йому його невдачі..
Локі мовив:
«Нині дістався

сюди Йорд нащадок;

чого гарячкуєш ти, Торе?

Не будеш таким ти рішучим,

як матимеш битись із вовком,

що мусить загризти Сігфадра».
Тор мовив::
«Мовчи, боягузе,

інакше мій молот,

Мьолльнір могутній,

мову завершить;

закину тебе я

вгору й на схід,

де і людей не побачиш».
Локі мовив:
«Виправами східними

завжди своïми

ти хвалишся, Торе, -

згадай рукавицю,

в яку заховався, герою,

наче ти вже не Тор».
Пісня завершується словами Локі:

«Мовив я асам,

асовим дітям сказав

все, що я думав,

тепер ти прийшов,

я ж геть подамся,

бо вчиниш ти бійку.
Пива ти, Егір,

чимало зварив

для цих посиденьок;

хай же те пиво,

і все, що в господі,

пломінь поглине,

спину тобі обпече».

## Про Локі після сварки

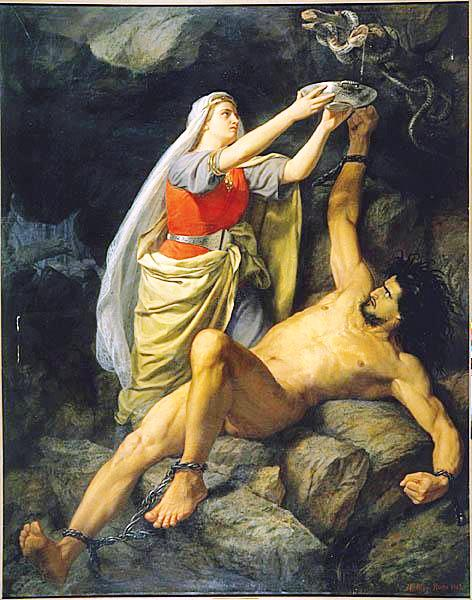
Локі та Сіґюн. Картина Маартена Ескіля.

Після цього Локі втік й довго переховувався від розгніваних асів. Перебуваючи в своєму сховкові, він вигадав риболовецькі сіті. Коли аси знайшли Локі, він кинув сіті в полум'я, а сам, перетворившся на лосося, заховався у водоспаді фьйорду Франанґ. Аби спіймати Локі, аси узяли з собою Квасіра. Мудрий карлик побачив у вогні залишки сітей, які сплів Локі, й відновив їх. За допомоги сітей аси загнали Локі в кут й Тор спіймав його.
В Локі окрім Гєль, Йормунґанда та Фєнріра, були ще діти — двоє синів від його дружини Сіґюн. Їх звали Нарі та Нарві. Аси перетворили Нарві на вовка й він загриз свого брата Нарі. Валі, син Одіна, сплів з кишок Нарі пута й ними вони прив'язали Локі до скелі. Скаді підвісила над ним отруйну змію й отрута крапала Локі на обличчя. Сіґюн залишилася з ним. Вона тримає над ним чашу, аби отрута не крапала на нього, але коли чаша наповнюється, вона відходить, аби спорожнити її. В цей час отрута крапає на обличчя Локі. Його судоми настільки сильні, що викликають землетруси.

## Думки дослідників про значення цієї пісні
Більшість дослідників відносять цю пісню до язичницької ери. Але різні науковці тлумачать значення цієї пісні по-різному, внаслідок чого з'явилися різні точки зору:
1. Сварка Локі є сатирою над богохульником, якого уособлює Локі, й прославлення Тора.
2. Нурен Адольф Ґоттард, шведський мовознавець, дотримувався версії, що «Словесні чвари Локі» створені для того, аби просто розрадити слухачів шляхом висміювання богів.
3. «Словесні чвари Локі» — сатира, створена чи то новонаверненим християнином, чи то розчарованим язичником.
4. Ісландський вчений Сіґурд Нордаль вважав, що автор «Словесних чвар Локі» вірив у язичницьких богів, хоча й бачив їх недоліки.
5. Швейцарський вчений Андреас Гойслер відносив пісню до християнської ери, але заперечував у ній наявність будь-якої релігійної тенденції. Як би там не було, боги в цій пісні зображені як люди, зі всіма притаманними їм пороками.
6. На думку українсько-російської перекладачки Софії Свириденко, «Словесні чвари Локі» — це вкладені у вуста ненависного богам супротивника безжальні істини: незворотне засудження недосконалих богів, жорстока характеристика їх етичної заплямованості та їх безсилля перед світовою долею, — й, як висновок, передбачення їх неминучої загибелі; передбачене вічним всесвітнім законом зникнення недосконалого світу з його недосконалими богами в очисній всесвітній пожежі.

## Література
- Пересварка Локі. Переклад Віталія Кривоноса
- М. И. Стеблин-Каменский, «Скандинавский эпос».